# Adriaan van der Willigen

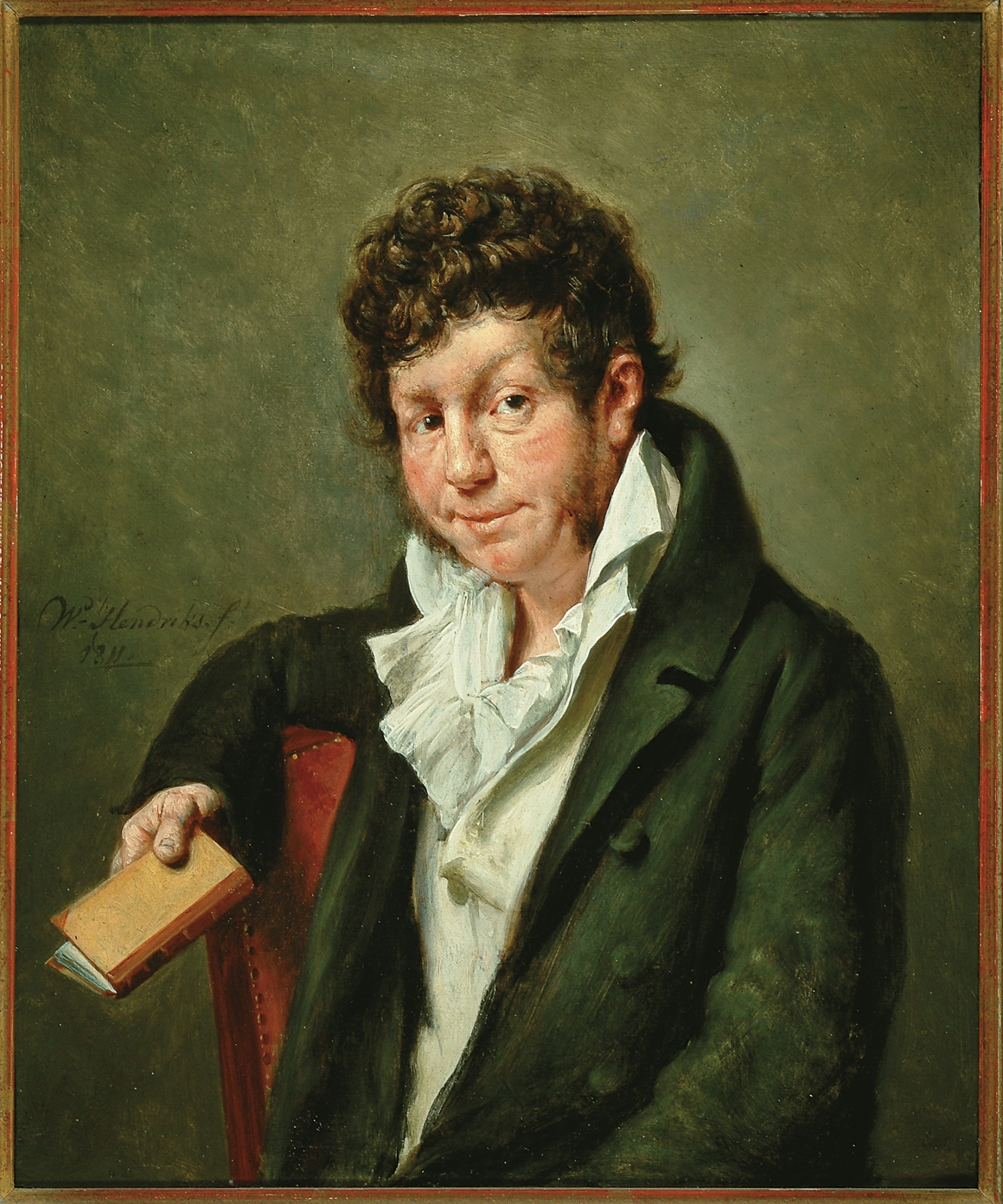
Portret van Adriaan van der Willigen door Wybrand Hendriks

Adriaan van der Willigen (Rotterdam, 12 mei 1766 – Haarlem, 17 januari 1841) was een 18e-/19e-eeuws politicus in Bataafs-Brabant, toneelschrijver, culinair recensent en kunsthistoricus. Hij schreef diverse reis- en dagboeken.

## Biografie
Van der Willigen kwam uit een zeer vermogende Rotterdamse familie. Zijn vader handelde in koloniale waren. Zijn moeder overleed toen hij zes maanden oud was, waarna hij werd opgevoed door zijn tante in Haarlem. Als jongeling zette hij zich af tegen zijn milieu en sloot zich aan bij het Staatse leger. In 1785 was hij te Nijmegen gelegerd. Na de plundering van ’s-Hertogenbosch in 1787 door het garnizoen omarmde hij de ideeën van de Verlichting. In 1789 verliet hij zijn regiment en verhuisde naar Oss in Staats-Brabant, waar hij tuinman was bij een predikant.  
In 1792 verhuisde hij naar Tilburg en sloot daar vriendschap met de patriotten Pieter Vreede en Cornelis den Tex. Hij werd lid van de 'Societijt binnen Tilburg', waarin welgestelde protestanten en katholieken elkaar broederlijk wisten te vinden. Op het eind van dat jaar leek een Franse bevrijding aanstaande. Samen met Vreede en lakenfabrikant Pessers zocht hij in Brussel de Fransen op; om de omverwerping van het oude politieke systeem te vieren en deze in de noordelijke gebieden te bespoedigen. Zij kregen een brief mee voor de vertegenwoordigers van het souvereine volk van de vrije stad Tilburg. 
Toen de Fransen in 1794 daadwerkelijk Tilburg binnentrokken maakte de jonge Van der Willigen vlot carrière in de nieuwe politiek. Hij werd aangesteld als hulpsecretaris en werd op 21 juni 1795 de eerste gekozen drossaard van de heerlijkheid Tilburg en Goirle. Voor het slagen van de revolutie zag Van der Willigen het als belangrijke taak het onderwijs te verbeteren. Ook volwassenen dienden heropgevoed te worden in de revolutionaire deugden. De invoering van de grondwet van 1798 ging gepaard met een groot vrijheidsfeest op de Heuvel. 
De katholieken maakten voor het eerst sinds meer dan een eeuw weer deel uit van het dorpsbestuur. Zij drongen aan op teruggave van hun kerken. Voor de verplichte burgerbewapening -om het gewest Holland te beschermen- bestond weinig animo. Het leidde in 1799 tot oproer en brandstichting van huizen van officieren. In 1800 moesten huizen van verlichte burgers zoals Dams en Verbunt eraan geloven. Na de invoering van de Staatsregeling van 1801 en toenemende katholiek-conservatieve tegenkrachten verliet Van der Willigen teleurgesteld het politieke toneel. 
Hij keerde terug naar Haarlem en -kapitaalkrachtig als hij was- ging zich geheel en al wijden aan het genootschapsleven, de kunsten en reizen. In 1802 vertrok hij naar Parijs en vervolgens reisde hij door Frankrijk, Italië, Oostenrijk, Zwitserland en Duitsland. Na een jarenlang verblijf in Parijs keerde hij in 1805 terug naar Nederland. In 1823 bezocht hij Engeland. In Haarlem publiceerde hij een  viertal reisboeken, met humor en een scherp oog voor detail. Van der Wiligen was een groot liefhebber van de culinaire kunsten; van elke stad die hij bezocht beschreef hij de kwaliteit van de maaltijden en de specialiteiten van de streek.
In Holland werd Van der Willigen een trouw aanhanger van het Nederlandse koningshuis. Enigszins verbitterd keek hij terug op zijn vroegere idealen. In zijn dagboeken is hij openhartig over zijn bewogen leven in een roerige, revolutionaire tijd. Van der Willigen was (bestuurs)lid van diverse genootschappen, zowel in Tilburg als in Haarlem, waaronder het Teylers Tweede Genootschap en het (Haarlemse) dichtersgenootschap Democriet. Hij schreef talloze gedichten en toneelstukken, waarbij hij soms meespeelde. In 1811 maakte zijn Haarlemse vriend Wybrand Hendriks een portret van hem in olieverf. 
In de periode 1816-1840 publiceerde Van der Willigen samen met Roeland van Eijnden het vierdelige standaardwerk Geschiedenis der Vaderlandsche Schilderkunst sedert de helft van de 18e eeuw. Bij zijn overlijden in 1841 liet hij zijn gehele bibliotheek, bestaande uit 2.871 boeken en geschriften, na aan de stadsbibliotheek van Haarlem.

## Werken
- 1794: Selico (toneelstuk)

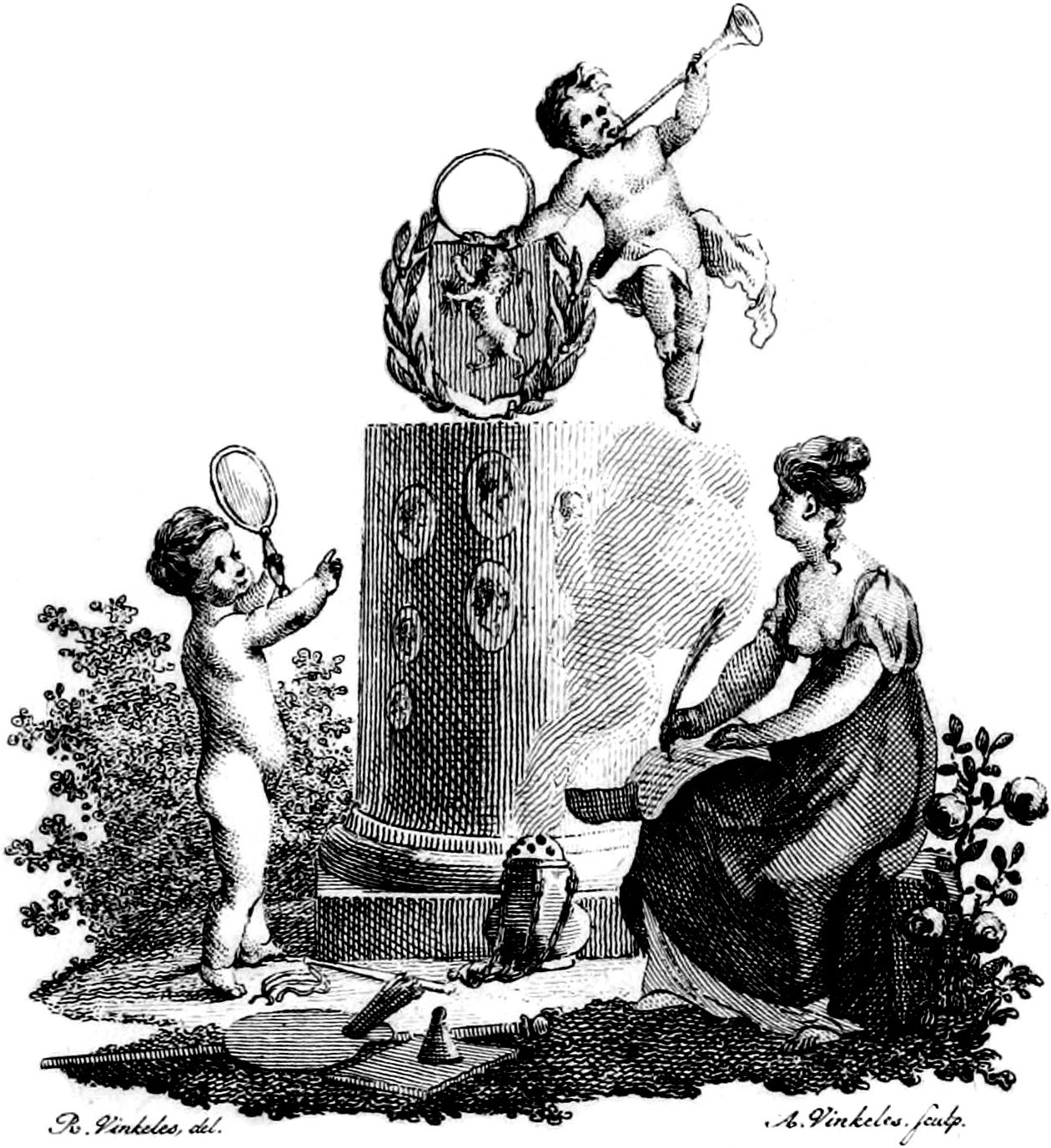
Titelblad van het eerste deel van Geschiedenis der Vaderlandsche Schilderkunst sedert de helft van de 18e eeuw

- 1796: School-feest gevierd te Tilburg, den 17. January 1796, het tweede jaar der Bataafsche Vryheid
- 1797: Vertoog over den godsdienst en het publiek onderwijs, inzonderheid voor het Bataafsch gemeenebest
- 1798: Claudine (toneelstuk)
- 1798: Volks-feest gevierd te Tilburg, den XIX. Mei MDCCXCVIII, het vierde Jaar der Bataafsche Vryheid
- 1800: De Recommandatie-brieven (toneelstuk)
- 1805: Parijs in den aanvang der 19de eeuw (2e druk 1814)
- 1805: Reise door Frankrijk in gemeenzame brieven met platen (3 boeken)
- 1806: Willem en Kaartje of de voorbeeldige pastoor (toneelstuk)
- 1808: Verhandeling over de redenen van het klein getal historieschilders in Nederland
- 1810: Kaart van Frankryk verdeeld in departementen ter opheldering der Reis door een gedeelte van het zelve
- 1811: Aanteekeningen op eene reize van Parijs naar Napels, door het Tiroolsche en van daar door Zwitserland en langs den Rhijn terug naar Holland (4 delen)
- 1813: Fragmenten van aanteekeningen betreffende Napoleon Buonaparte en zijne Regering
- 1814: Het lied van de klok naar Schiller (2e druk 1829)
- 1814: De oude verliefde dichter alleen, met zang (toneelstuk)
- 1825: Aanteekeningen op een tochtje door een gedeelte van Engeland in 1823
- 1829: Aanteekeningen op een tochtje door een gedeelte van Duitschland in 1828
- 1840: Geschiedenis der Vaderlandsche Schilderkunst : I-III en Anhangsel (1816, 1817, 1820 en 1840)